# Luis Fernando Ardila
Luis Fernando Ardila Gómez (Pereira, 12 de agosto de 1954-Bogotá, 18 de noviembre de 2004), fue un actor, compositor, dramaturgo, filósofo y presentador de TV colombiano.

## Biografía
Antes de graduarse en filosofía en la Pontificia Universidad Javeriana, había empezado su carrera de actor en el teatro y posteriormente en la televisión, lo cual alternó con su trabajo como escritor. 

### Carrera
En 1986 y al lado de Carlos Vives actuó en Gallito Ramírez en el papel de Papi Juliao. Anteriormente  realizó otros papeles en telenovelas  y seriados como Mala Hierba, El Bazar de los Miserables, Inseparables, Calamar, Alejo Durán (como Cristo de Jesús), La Madre, Azúcar, Guajira, Sombra de tu sombra y Pandillas, Guerra y Paz (como el Agente Coronel Leal). Además fue presentador del programa infantil Pequeños Gigantes. También actuó en obras como Las cien canciones más bellas del mundo.

### Filmografía
- 2004 - Colombianos, un acto de fe
- 2004 - Me amarás bajo la lluvia [7]
- 2002 - María Madrugada
- 2002 - Milagros de amor
- 2000 - La caponera
- 1999 - Pandillas, guerra y paz
- 1999 - Alejo, la búsqueda del amor
- 1998 - La madre
- 1997 - La mujer del presidente
- 1995 - Guajira
- 1993 - Solo una mujer
- 1986 - Gallito Ramírez
- 1984 - El Taita

### Vida privada
Ardila era abiertamente homosexual.

### Muerte
Sufrió un atentado por sicarios el miércoles 17 de noviembre a las 10:15 p. m. y falleció el 18 de noviembre de 2004 a las 12:30 a. m. en Bogotá, contratados por su pareja sentimental Carlos Hernández, con el objetivo de cobrar un seguro de vida comprado por el actor.

## Premios
Obtuvo diversos galardones por su trabajo de actor como el Premio India Catalina y diversas revelaciones y premios de prensa. Fue amigo de diversas celebridades, a quienes conoció en sus actuaciones. 